# Raw Power
| 전문가 평가                   | 전문가 평가           |
| 총 점수                       | 총 점수               |
| 출처                          | 점수                  |
| ----------------------------- | --------------------- |
| 메타크리틱                    | 92/100 (2010 reissue) |
| 평가 점수                     |                       |
| 출처                          | 점수                  |
| AllMusic                      | [ 2 ]                 |
| Chicago Tribune               | [ 3 ]                 |
| Christgau's Record Guide      | B+                    |
| Entertainment Weekly          | A−                    |
| Mojo                          | [ 6 ]                 |
| Q                             | [ 7 ]                 |
| The Rolling Stone Album Guide | [ 8 ]                 |
| Spin                          | [ 9 ]                 |
| Spin Alternative Record Guide | 9/10                  |
| Uncut                         | [ 11 ]                |

《Raw Power》는 미국의 록 밴드 스투지스의 세 번째 스튜디오 음반으로, 1973년 2월 7일, 컬럼비아 레코드에서 발매되었다. 이 음반은 밴드의 첫 두 음반의 "그루브가 가득한 느낌의 곡"에서 벗어나 새로운 기타리스트 제임스 윌리엄슨이 영감을 받아 보다 무미적인 하드 록 접근 방식을 채택했다. 제임스 윌리엄슨은 가수 이기 팝과 함께 음반의 여덟 곡을 공동 작곡했다. 팝이 직접 녹음 세션을 제작하고 데이비드 보위가 후반 작업을 도왔지만, 팀은 음반 믹싱에 단 하루만 할당받았고 그 결과 충실도가 떨어졌다. 이후 재발매에서는 원래 믹스를 수정하거나 개선하려고 시도했으며, 특히 1997년 팝의 리믹스는 극단적인 볼륨과 압축력으로 악명을 높였다.
초기에는 상업적으로 성공하지 못했지만, 《Raw Power》는 발매 후 몇 년 동안 컬트적인 인기를 얻었으며, 이전 음반인 《The Stooges》 (1969년)와 《Fun House》 (1970년)와 마찬가지로 펑크 록의 선구자로 여겨진다. 《가디언》은 "이 음반은 이후 록 역사상 가장 영향력 있는 음반 중 하나로 인정받고 있다"고 썼다. 윌리엄슨의 기타 사운드는 섹스 피스톨즈, 더 스미스의 조니 마, 너바나의 커트 코베인 등 다양한 음악 장르의 공연에 깊은 영향을 미쳤다.

## 배경
그들의 첫 두 음반 《The Stooges》 (1969년)와 《Fun House》 (1970년)가 상업적으로 큰 성공을 거두지 못한 후, 스투지스는 밴드가 공식적으로 해체된 후 혼란에 빠졌고, 베이시스트 데이브 알렉산더는 알코올 중독과 싸우고 있었으며, 가수 이기 팝의 헤로인 중독은 데이비드 보위의 개입 이전에 심화되고 있었다. 팝은 나중에 "스투지스의 작곡 품질을 인정한 사람은 거의 없었고, 정말 세심했습니다. 그리고 그의 공로로, 제가 이를 인지한 유일한 사람은 전문 음악가 동료들 중에서 보위였습니다. 그는 바로 알아차렸습니다."라고 회상했다.

## 곡 목록
모든 곡들은 이기 팝과 제임스 윌리엄슨에 의해 작사/작곡하였다.
| #  | 제목                                  | 재생 시간 |
| -- | ------------------------------------- | --------- |
| 1. | 〈Search and Destroy〉                | 3:29      |
| 2. | 〈Gimme Danger〉                      | 3:33      |
| 3. | 〈Your Pretty Face Is Going to Hell〉 | 4:54      |
| 4. | 〈Penetration〉                       | 3:41      |

| #  | 제목                | 재생 시간 |
| -- | ------------------- | --------- |
| 1. | 〈Raw Power〉       | 4:16      |
| 2. | 〈I Need Somebody〉 | 4:53      |
| 3. | 〈Shake Appeal〉    | 3:04      |
| 4. | 〈Death Trip〉      | 6:07      |